# 5960 Wakkanai
5960 Wakkanai è un asteroide della fascia principale. Scoperto nel 1989, presenta un'orbita caratterizzata da un semiasse maggiore pari a 2,1885552 au e da un'eccentricità di 0,1538012, inclinata di 4,31831° rispetto all'eclittica.
L'asteroide è dedicato all'omonima località giapponese.